# Prowincja Stołeczna (Kuwejt)
Prowincja Stołeczna (arab. ‏العاصمة‎, Al-ʿĀsima) – prowincja (muhafaza) we wschodnim Kuwejcie, z siedzibą w stolicy kraju, Kuwejcie. W 2014 roku liczyła 535 tys. mieszkańców.
Graniczy z następującymi muhafazami: na wschodzie z Al-Dżahrą, na południu z Al-Farwanijją i na wschodzie z Hawalli; na północy ma dostęp do Zatoki Perskiej (dokładniej do Zatoki Kuwejckiej). Swoim zasięgiem obejmuje biznesowe centrum kraju, w tym giełdę. Częścią muhafazy są również wyspy: zamieszkana Dżazirat Fajlaka oraz bezludne Maskan i Auha.